# Ludwig Ernst Hahn
Pour les articles homonymes, voir Hahn.
Ludwig Ernst Hahn (né le 18 septembre 1820 à Breslau et mort le 30 septembre 1888 à Berlin) est un fonctionnaire, homme politique conservateur, historien et journaliste prussien.

## Biographie
Ludwig Ernst est le deuxième fils du professeur de mathématiques Eduard Moritz Hahn, qui enseigne de 1815 à 1834 au lycée Sainte-Marie-Madeleine de Breslau. Ludwig Ernst fréquente cet établissement jusqu'à son abitur en 1838. Il étudie ensuite la théologie d'abord à l'université de Breslau puis à l'université Humboldt de Berlin. Il devient par la suite précepteur chez le diplomate français et futur ministre des Finances Jean-Georges Humann. Il suit d'ailleurs la famille à Paris. Au contact d'Humann, il fait la connaissance de nombreux savants et d'hommes politiques, parmi lesquels de Broglie, Guizot, Adolphe Thiers et Victor Cousin. Cela lui donne la vocation politique. C'est également à cette époque qu'il commence à écrire, d'abord sur l'histoire de la Sorbonne en 1848, puis sur la chute de Louis-Philippe Ier et la révolution de février de 1848 en 1849. De plus, il traduit certains écrits de François Pierre Guillaume Guizot et d'Adolphe Thiers.
En 1848, il retourne à Breslau et travaille pour différents journaux conservateurs, ainsi que comme professeur d'histoire dans une hohere Töchterschule (école pour filles). En 1849, son conservatisme lui ouvre le poste d'aide scientifique au ministère de la culture prussien à Berlin et, de manière intermittente, au gouvernement provincial de Silésie à Breslau. Il écrit en 1854 le livre Geschichte des preußischen Vaterlandes (histoire de la patrie prussienne) dans un ton très monarchiste et conservateur. Ce livre a un certain succès et est édité en 18 éditions jusqu'en 1894.
En 1855, Hahn rentre au conseil secret du ministère de l'Intérieur prussien. Dans cette période libérale, dite de la Neue Ära (nouvelle ère), il devient responsable de l'éducation à Stralsund. Il publie pendant cette période une biographie de Frédéric II de Prusse et du prince-électeur Frédéric Ier de Prusse.
De 1856 à 1858, il est membre de la chambre des représentants de Prusse, où il est dans la famille politique de Adolf Heinrich von Arnim-Boitzenburg.
Après la nomination d'Otto von Bismarck, il retourne au ministère de l'intérieur en 1862. Il est responsable des publications officielles.  Il est également de manière provisoire directeur du bureau de la littérature, c'est-à-dire l'agence de presse gouvernementale. Il rédige notamment de nombreux discours pour Guillaume Ier. En 1863 il est nommé au vortragender Rat. Cette même année, il fonde et dirige la Provinzial-Correspondenz (de), qui est chargé d'influencé la presse régionale dans le sens du gouvernement. Cela lui vaut le surnom de Preß-Hahn (jeu de mots entre Presse et Prusse=Preußen en allemand). La Korrespondanz finit pas l'éloigné des services administratifs. En 1869, il devient membre du conseil secret de l'Oberregierung. Il prend sa retraite en 1882.
À côté de son travail pour la propagande publique, Hahn écrit beaucoup pour faire l'éloge de Bismarck et de Guillaume Ier. Par exemple, on peut citer les documents concernant la guerre des duchés, la politique intérieure entre 1862 et 1866, et la guerre guerre franco-allemande de 1870, sans oublier la biographie en quatre tomes de Bismarck. À quoi vient s'ajouter l'histoire du Kulturkampf et un livre de mémoire sur Guillaume Ier.

## Œuvres
- (de) Friedrich der Grosse, Berlin, Hertz, 1855
- (de) Zwei Jahre preußisch-deutscher Politik, 1866-1867. Sammlung amtl. Kundgebungen u. halbamtl. Aeußerungen von der Schleswig-Holsteinischen Krisis bis zur Gründung des Zoll-Parlaments, Berlin, Hertz, 1868
- (de) Der Krieg Deutschlands gegen Frankreich und die Gründung des Deutschen Kaiserreichs. Die Deutsche Politik 1867-1871, Berlin, Hertz, 1871
- (de) Ludwig Ernst Hahn et Karl Wippermann, Fürst Bismarck: Sein politisches Leben und Wirken urkundlich in Thatsachen und des Fürsten eigenen Kundgebungen, Berlin, Hertz, 1878
- (de) Kaiser Wilhelms Gedenkbuch. 1797-1879. Lebens- u. Charakterbild d. Kaisers aus eigenen Aeussergn u. amtl. Kundgebgn. Volks-Ausg. 5. bis zur goldenen Hochzeit d. Kaiserpaares fortgef. Abdr., Berlin, Hertz, 1880
- (de) Geschichte des preussischen Vaterlandes. Fortgeführt bis zur Gegenwart, Berlin, Hertz, 1854
- (de) Ludwig Ernst Hahn et Ernst Heinrich Friedrich Leopold Esternaux, Leitfaden der vaterländischen Geschichte für Schule und Haus, Berlin, Cotta, 1913